# Lotta Glave
Lotta Glave, född 1964, är en svensk illustratör och formgivare.
Bland annat har hon illustrerat Hans Perssons bok Nyfiken på naturvetenskap samt arbetat som illustratör på DN.
Som formgivare är hon sedan 1990 verksam under Bengt&Lotta ett varumärke hon driver tillsammans med sin man Bengt Lindberg.

## Priser och utmärkelser
- Carl von Linné-plaketten 2000